# Эрлигхайм
Эрлигхайм (нем. Erligheim) — община в Германии, в земле Баден-Вюртемберг. 
Подчиняется административному округу Штутгарт. Входит в состав района Людвигсбург.  Население составляет 2686 человек (на 31 декабря 2010 года). Занимает площадь 6,19 км².

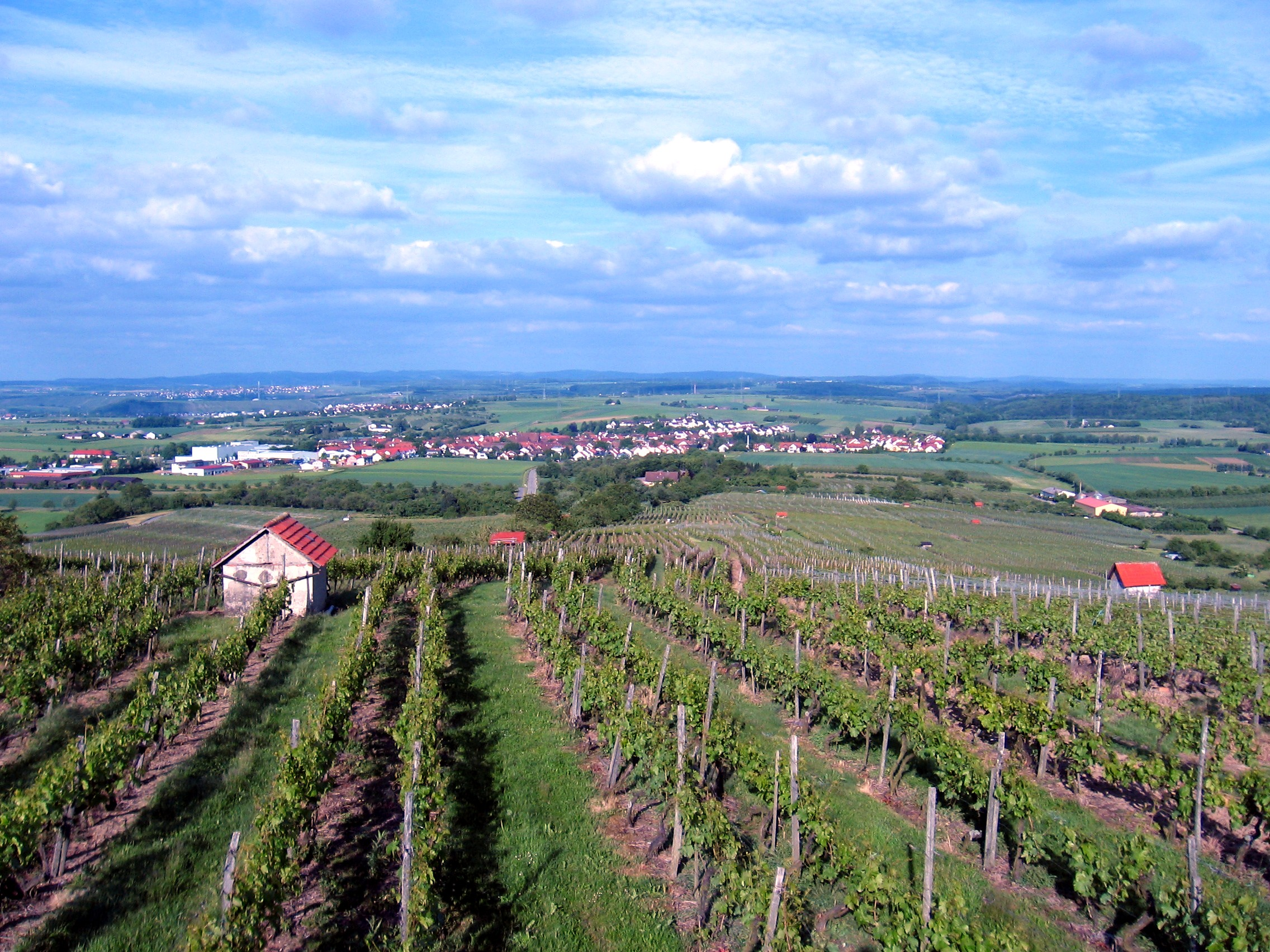
Эрлигхайм